# Instituto Potsdam de Pesquisas sobre o Impacto Climático

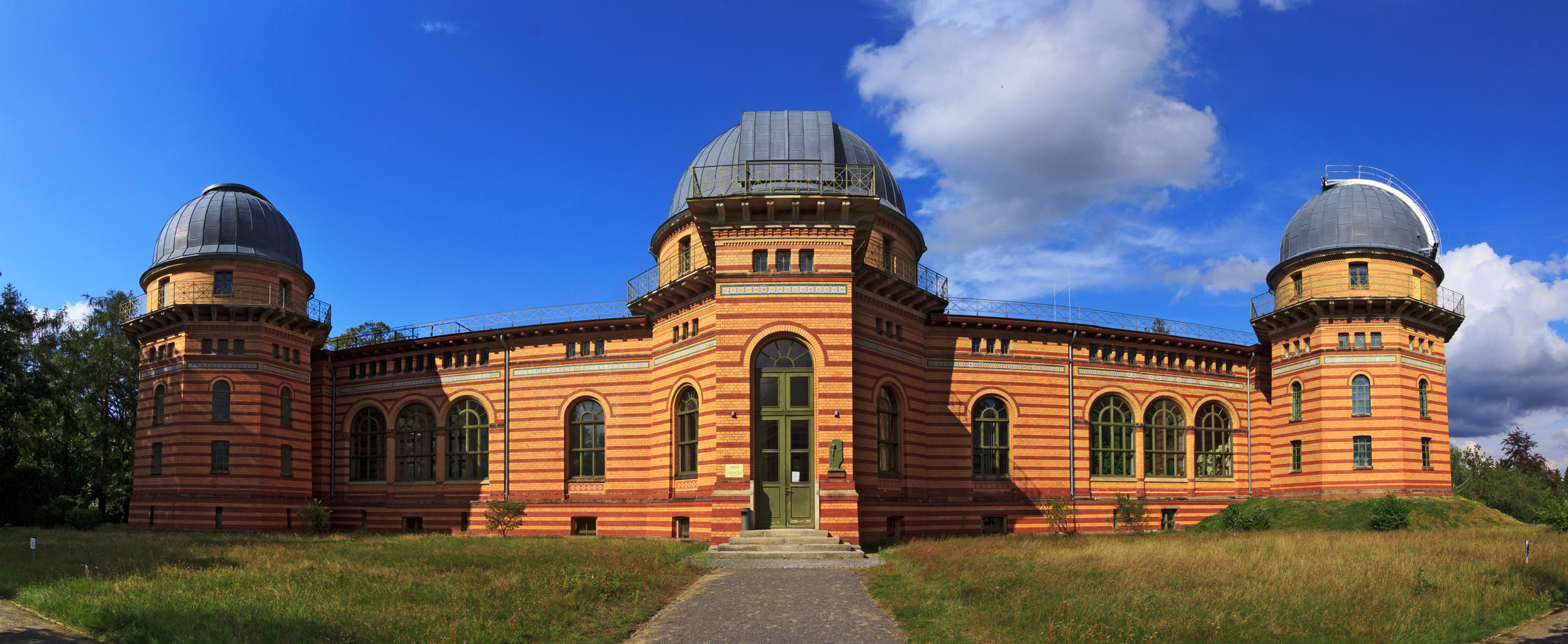
O Instituto Potsdam de Pesquisas sobre o Impacto Climático faz parte do Parque Científico Albert Einstein, abrigado no antigo edifício do Astrophysical Observatory Potsdam.

O Instituto Potsdam de Pesquisas sobre o Impacto Climático (em alemão:  Potsdam-Institut für Klimafolgenforschung - PIK) é um instituto de pesquisas fundado pelo governo alemão.

## História
O PIK foi fundado em 1992 por seu atual diretor, Hans Joachim Schellnhuber. Cerca de 400 pessoas trabalham no instituto, localizado no Telegrafenberg em Potsdam.
É dedicado a questões científicas cruciais nas áreas de mudanças globais, impactos climáticos e desenvolvimento sustentável. Classificado mundialmente entre os think tank de topo em questões ambientais, é uma das instituições de pesquisa de liderança e parte de uma rede global de instituições científicas e acadêmicas trabalhando sobre questões de mudança ambiental global. É um membro da Leibniz-Gemeinschaft, cujas instituições realizam pesquisas sobre assuntos de grande relevância à sociedade.